# 제21회 제주국제장애인인권영화제
제21회 제주국제장애인인권영화제는 2020년 11월 16일에 열린 시상식이다.

## 수상 및 후보

### 상영작
- 고백편지 - 신우용
- 귀가 - 유현진
- 콜미 - 김민지
- 태몽 - 이태연
- 픽미업 - 안성호
- 존재의 방식 - 김재헌
- 어른이 되면 - 장혜영
- 새장 - 윤대원
- 우리의 연극을 쓰다 - 윤단비 외 2명
- 집에 간 이후 - 조우연
- 뜬구름 - 정지수
- 느릿느릿 달팽이 라디오 - 양동준
- 바게트 - 강구민
- 바위 - 원유
- 배심원들 - 홍용호
- 장애등급제*부양의무제 폐지 광화문농성 1842일차 그리고 - 장호경
- 봄이 오면 - 김경민
- 김다예 선언 - 김다예
- 한공간 - 이동규
- 수박이 뭐길래 - 이봉주
- 스텝 - 안효일
- 체어맨 - 이재현

### 특별상영작
- 빛나는 - 가와세 나오미
- 위 캔 두 댓! - 지울리오 만프레도니아